# Militair ereveld Grebbeberg
Ereveld Grebbeberg is de laatste rustplaats voor meer dan 800 militairen en 1 burger die zijn gesneuveld tijdens de Tweede Wereldoorlog. Het bevindt zich op de Grebbeberg bij Rhenen. Meer dan vierhonderd van de hier begraven militairen sneuvelden in de meidagen van 1940, waarvan het grootste deel bij de Slag om de Grebbeberg.

## Geschiedenis
Direct na de capitulatie van Nederland werd op de top van de Grebbeberg een begraafplaats ingericht voor zowel Nederlandse als Duitse gesneuvelden. Op 20 mei 1940 was de begraafplaats gereed en waren alle gesneuvelden begraven. Op 27 mei werd opdracht gegeven om alle veldgraven in de omtrek van de Grebbeberg te ruimen en de stoffelijke resten te herbegraven op de begraafplaats. De begraafplaats telde op dat moment 380 Nederlandse graven en ongeveer 150 Duitse graven. De graven werden gemarkeerd met houten bordjes met daarop, voor zover bekend, de naam van de militairen. In 1942 werd om het ereveld een stenen muur gebouwd en besloot men alle grafzerken te vervangen door gestandaardiseerde exemplaren. Tot die tijd hadden veel familieleden of nabestaanden hun eigen grafsteen op het graf geplaatst. Na de Duitse capitulatie werden alle Duitse graven verplaatst naar de Duitse militaire begraafplaats in Ysselsteyn. Tot 1 januari 1952 werd het ereveld onderhouden door het Ministerie van Defensie, die het per die datum overdroeg aan de Oorlogsgravenstichting. Uit de reconstructie van de ontstaansgeschiedenis van het Nationaal Legermonument Grebbeberg, blijkt hoe de ontwerper, architect J.J.P. Oud, in 1948-1953 intensief overleg voerde met de opdrachtgever over de betekenis en de symboliek van het monument. Sinds de jaren zestig zijn veel militairen uit lokale graven verplaatst naar het ereveld waardoor er nu 800 stoffelijke overschotten begraven liggen. In 2014 werd op het ereveld een monument voor de gevallenen van het Korps Nationale Reserve ingericht.

## Bijzondere betekenis
Het ereveld heeft een bijzondere betekenis omdat het precies gelegen is op de plek waar in Nederland tijdens de Tweede Wereldoorlog het hevigst gevochten is. Na de overgave werd dit ook het eerste officiële Nederlandse ereveld. Na de gevechten (en de Nederlandse capitulatie) werden in opdracht van de Duitse bezetters de slachtoffers van beide kanten gezocht en begraven. De Nederlandse majoor Keers werd aangewezen om die operatie aan te sturen.

## Herdenking
Sinds 1946 doet deze begraafplaats dienst als nationale herdenkingsplaats. Hier vindt de militaire herdenkingsplechtigheid plaats op Nationale Dodenherdenking, 4 mei. Daarnaast vindt op tweede pinksterdag een herdenking plaats van het voormalig Achtste Regiment Infanterie, waar alle collega's die gesneuveld zijn tijdens de meidagen herdacht worden.

## Afbeeldingen

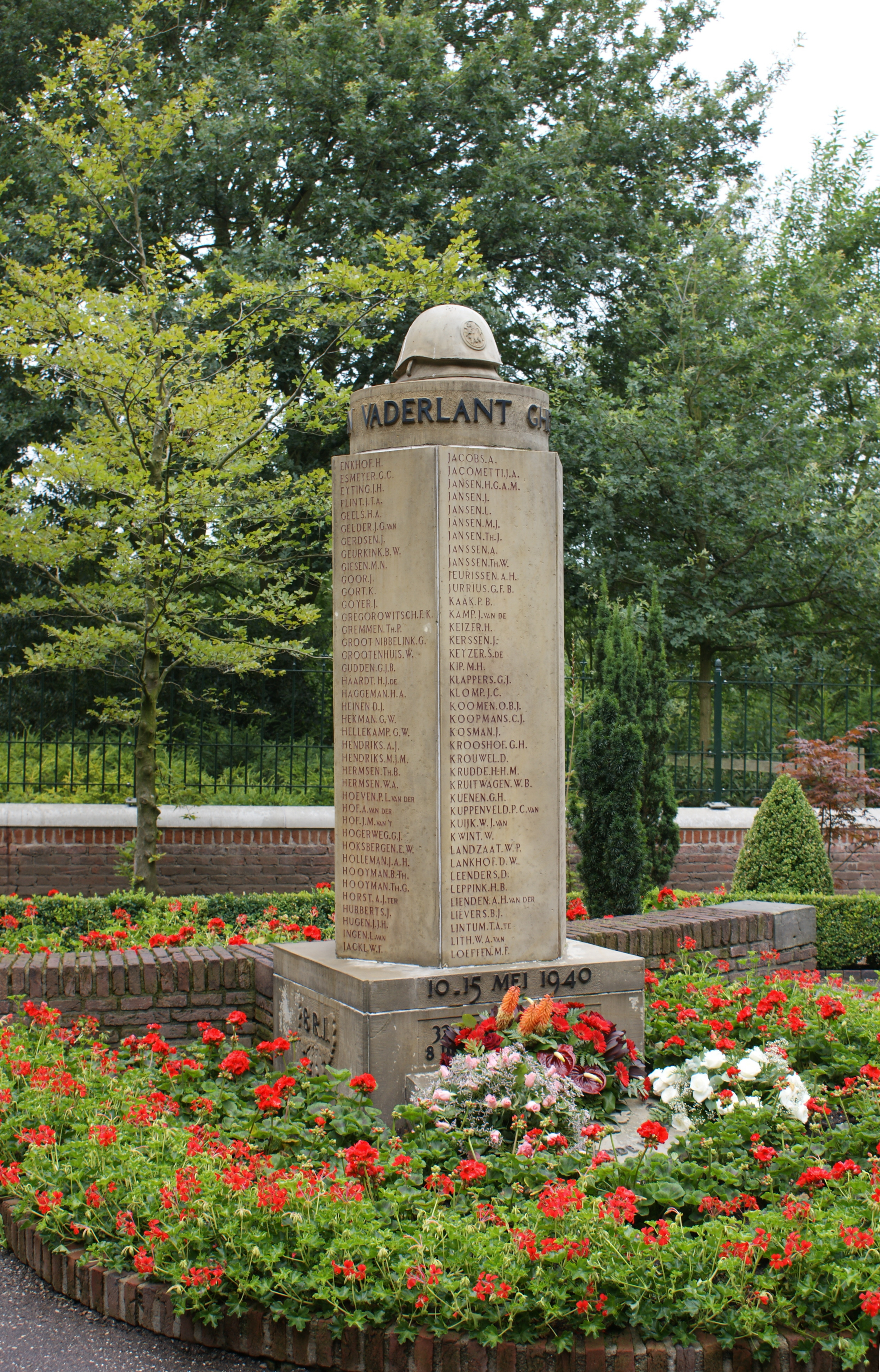
Monument 8e Regiment Infanterie
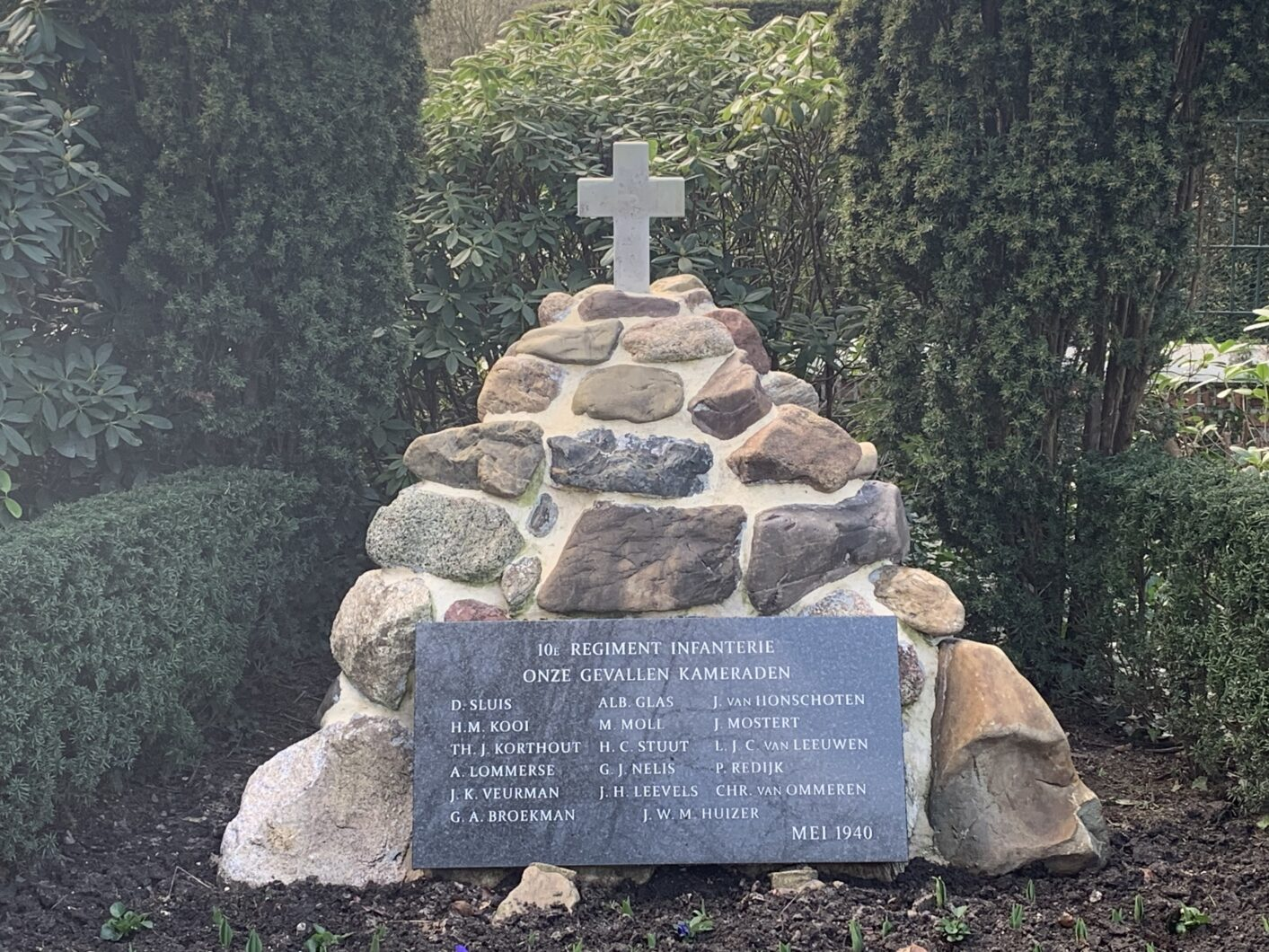
Monument 10e Regiment Infanterie
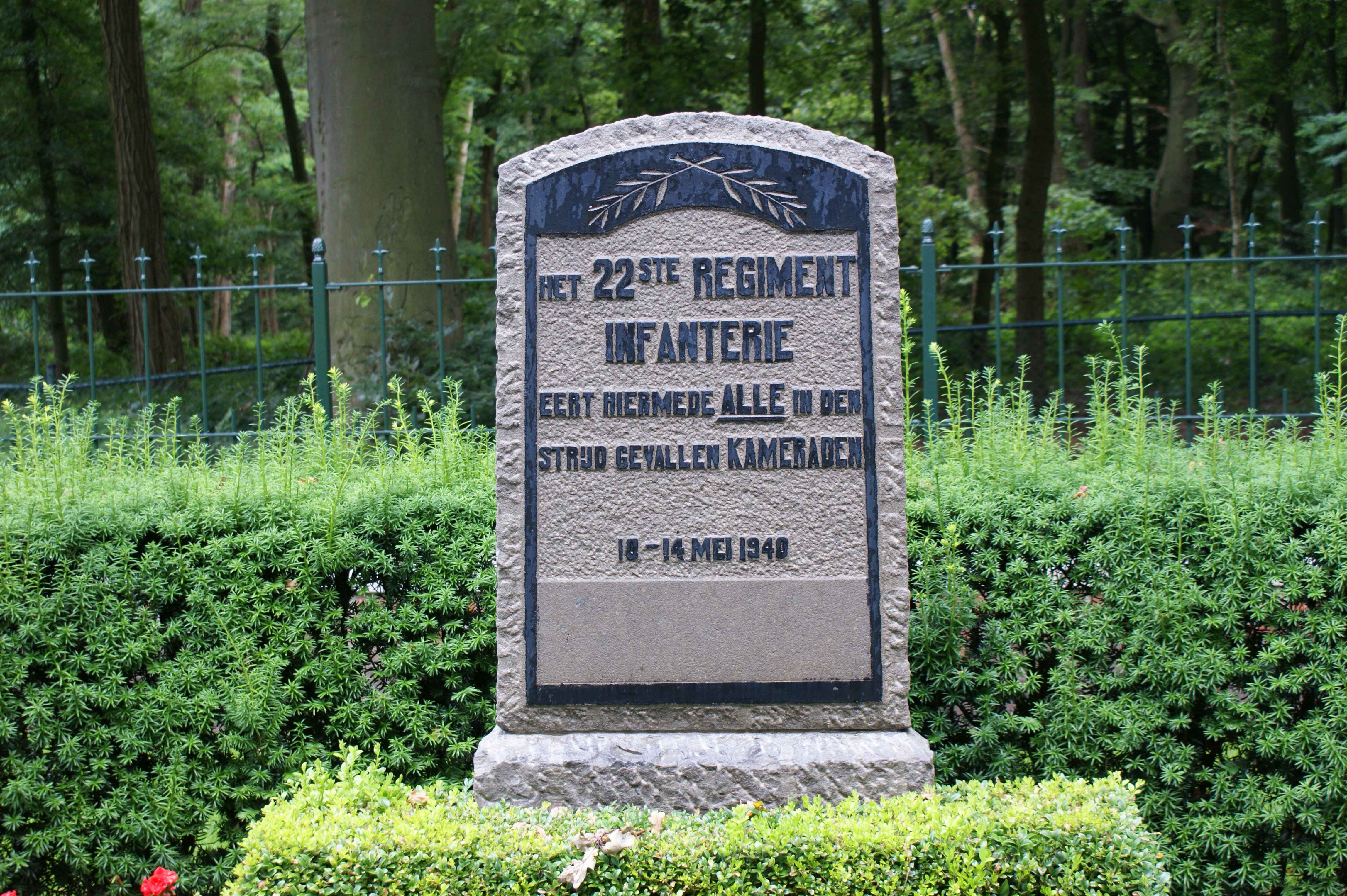
Monument 22e Regiment Infanterie
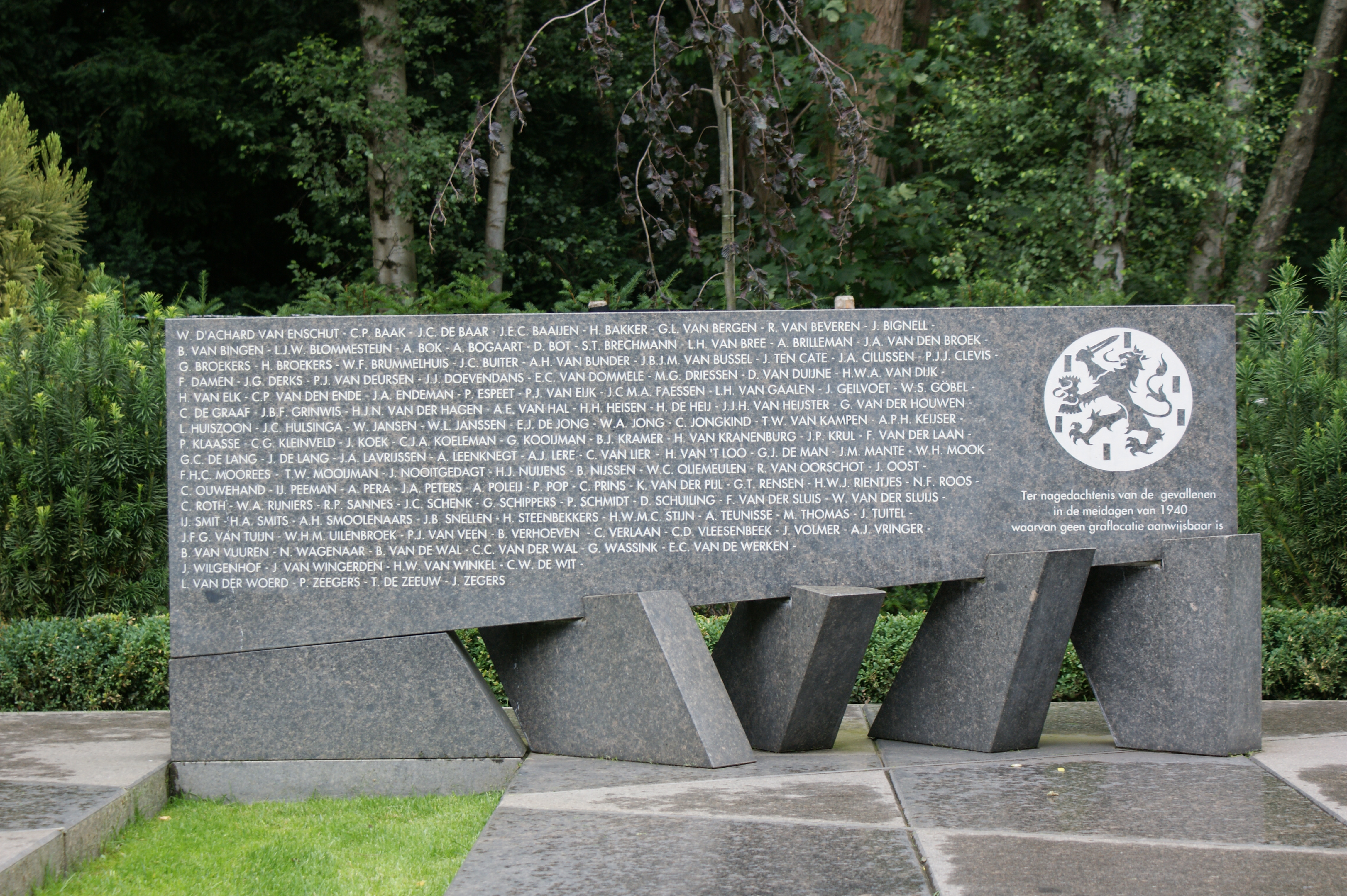
Monument voor de vermisten van mei '40
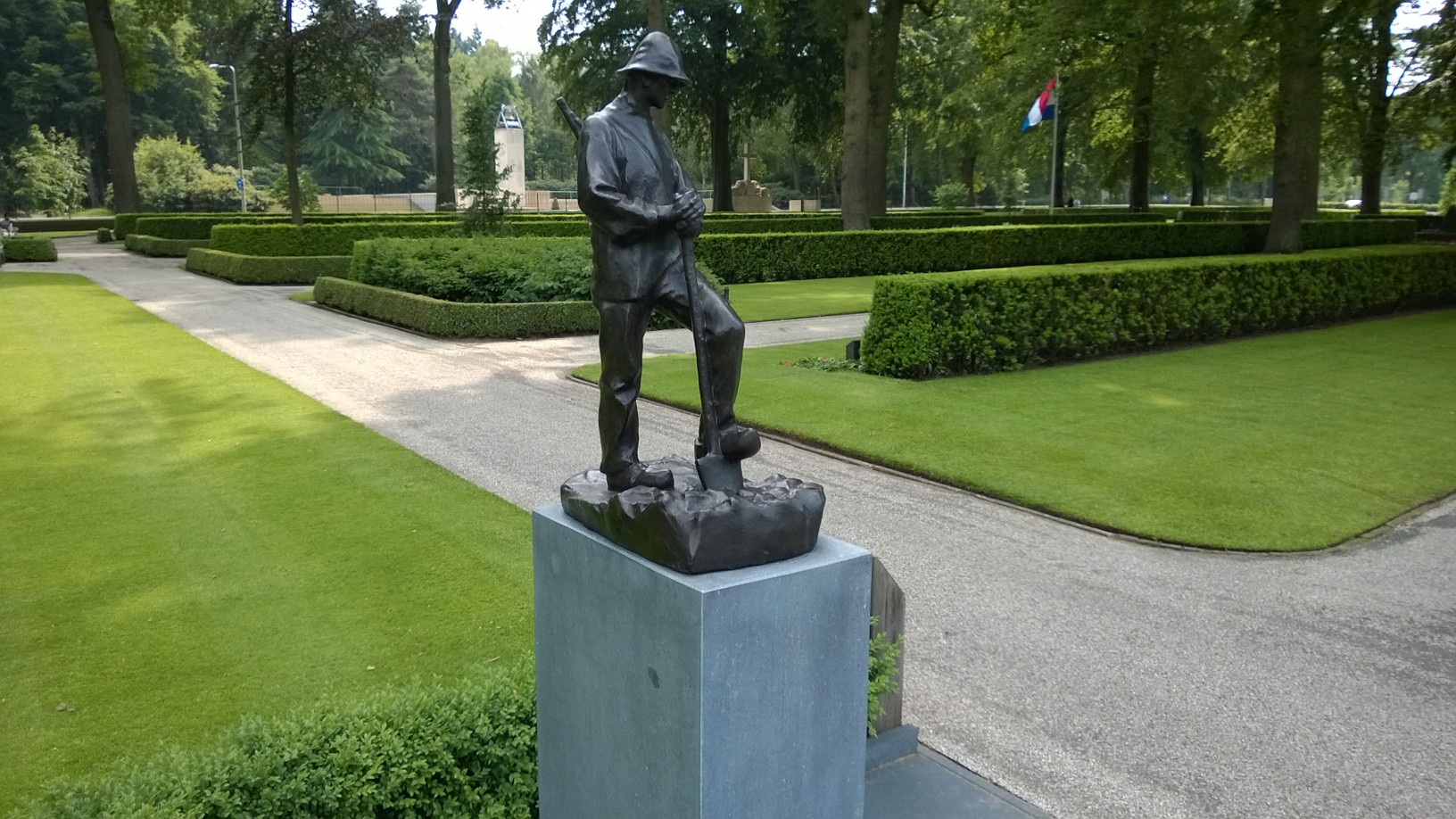
Monument Vrijwillige Landstorm
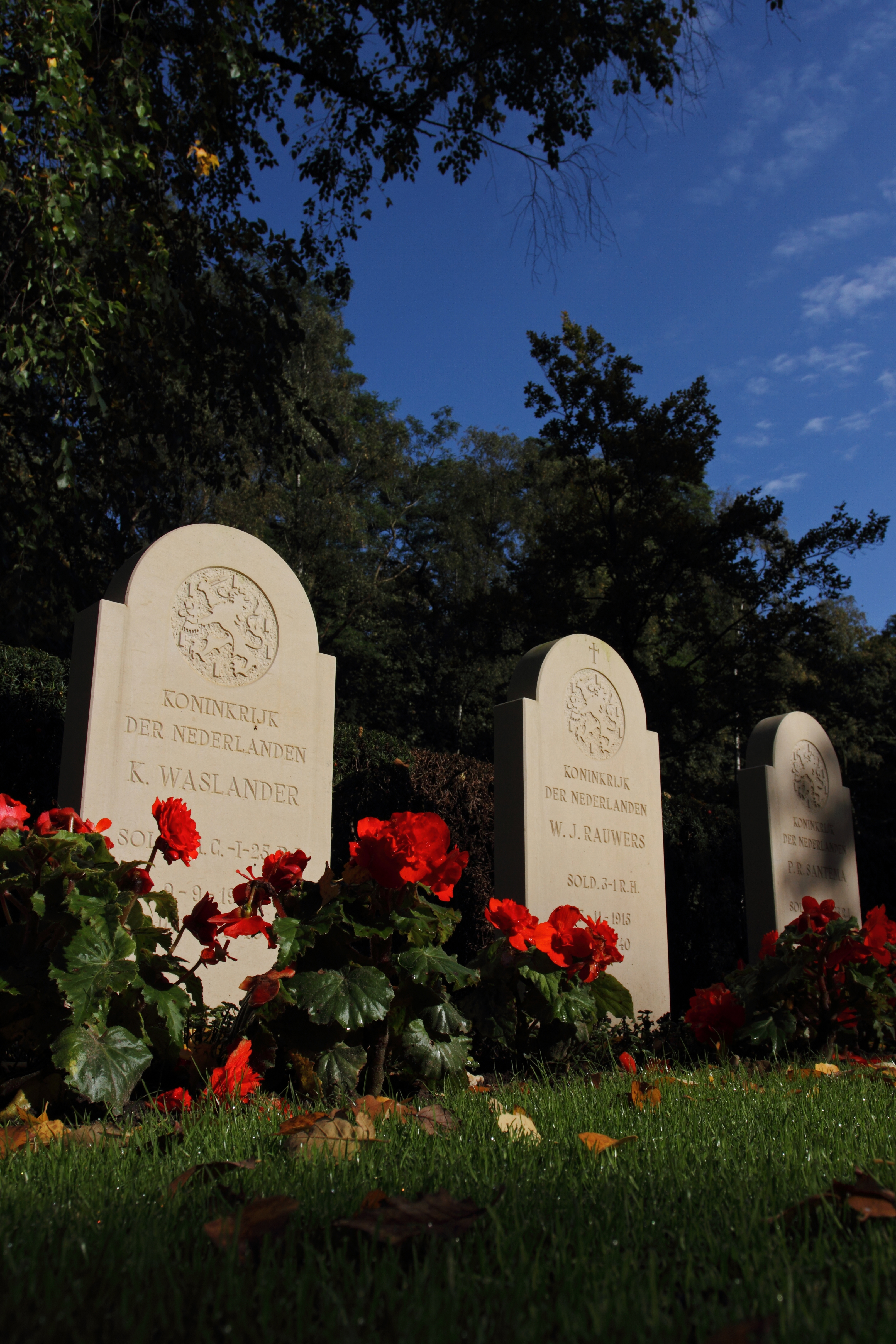
Het graf van soldaat Waslander en soldaat Rauwers
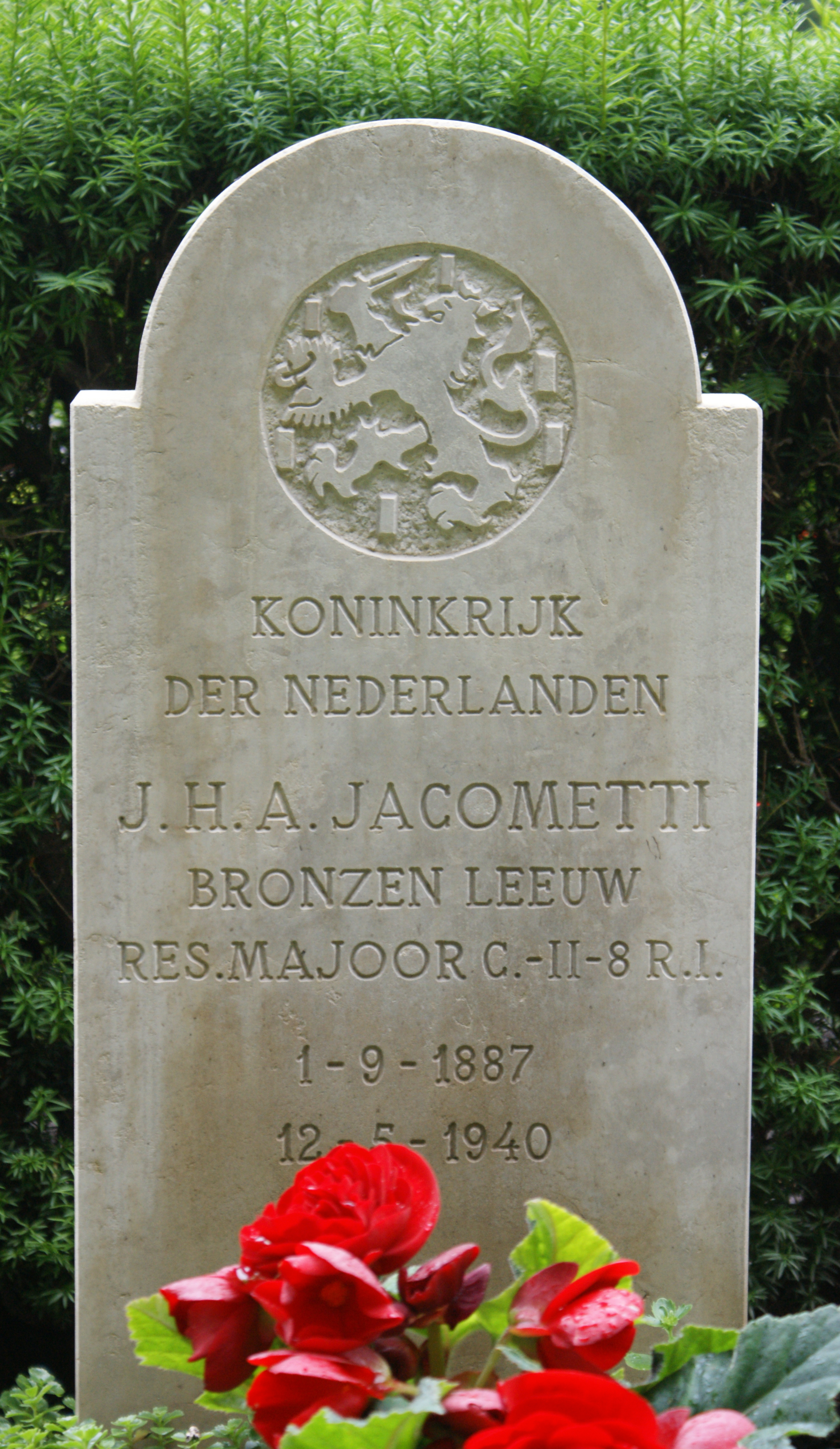
het graf van majoor Jacometti
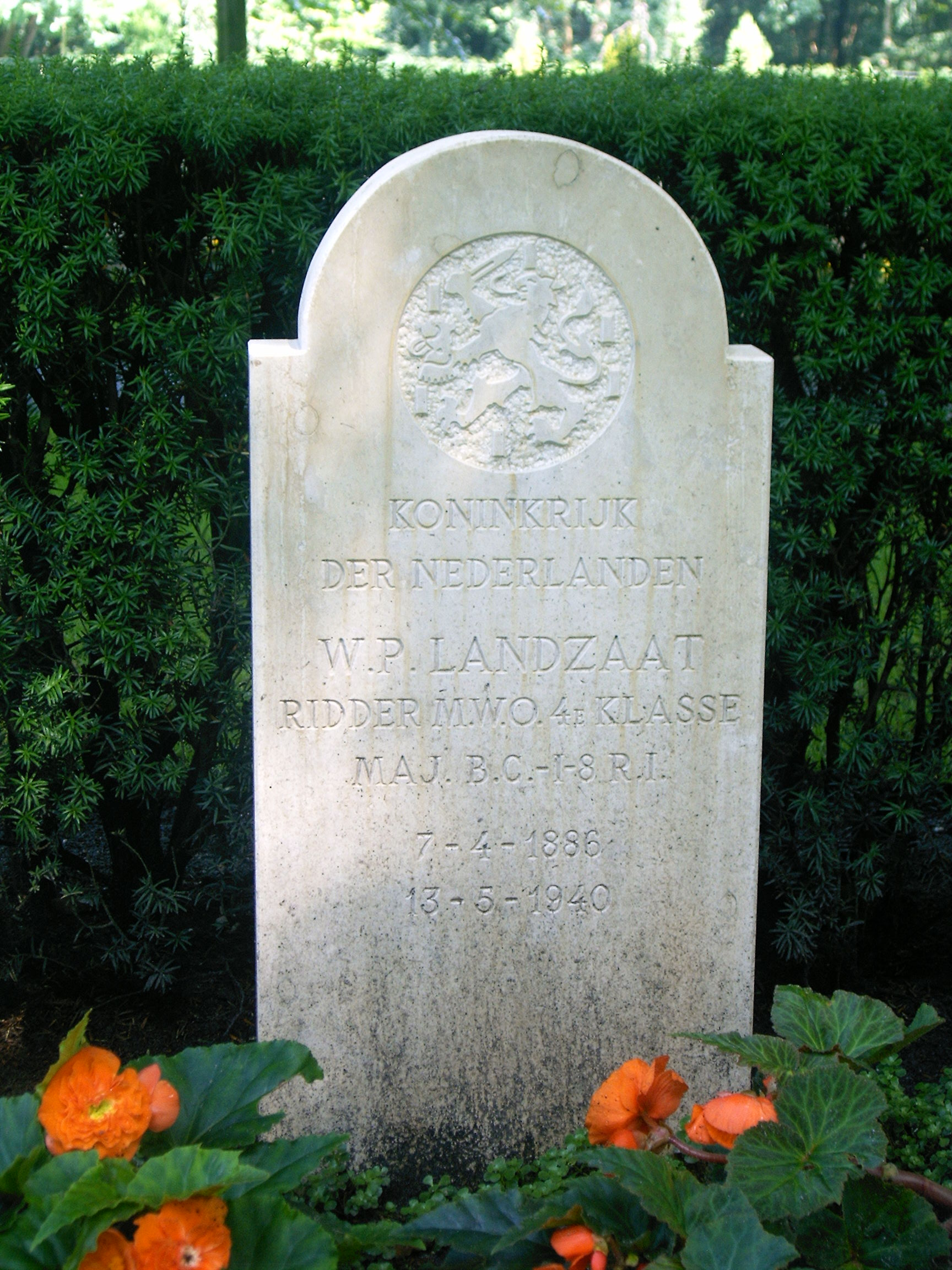
het graf van majoor Landzaat,
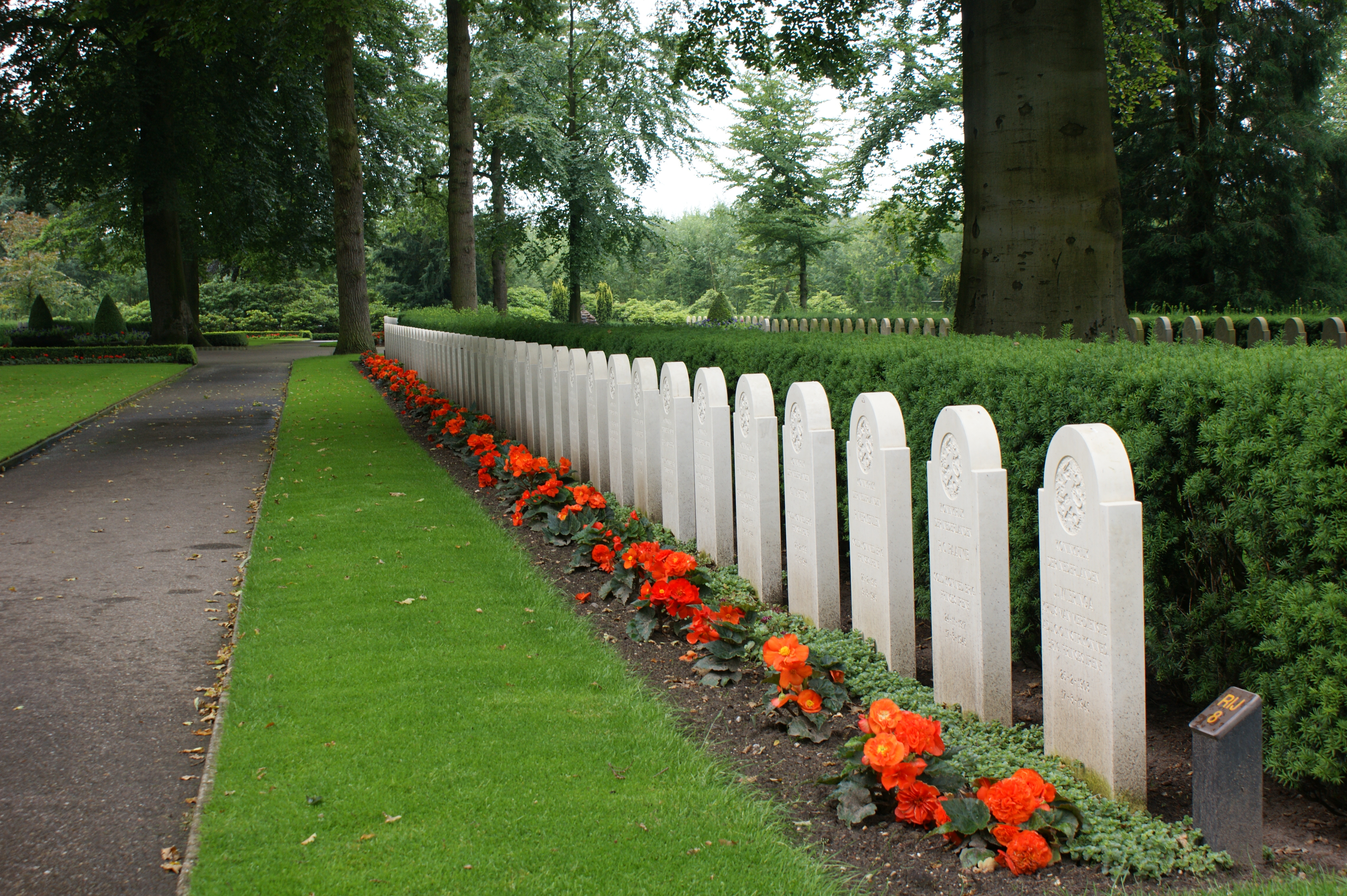
Rij grafstenen

## Enkele bekende namen
- Johan Henri Azon Jacometti, commandant 2e bataljon van het 8e regiment infanterie (II-8 R.I.)
- Willem Pieter Landzaat, commandant 1e bataljon van het 8e Regiment Infanterie (I-8 R.I.)
- Petrus Jacobus Ligtvoet soldaat Prinses Irene Brigade, Bronzen Leeuw
- Harry Pauw, reserve tweede luitenant vlieger, Vliegerkruis (rij 13, graf 61)
- Bernardus Swagerman, commandant waarnemer van de Fokker T-5 856 bommenwerper, werd neergeschoten bij een poging om de Moerdijkbruggen te bombarderen.